# Replikant (film)
Replikant (ang. Replicant, 2001) – amerykański film fabularny w reżyserii Ringo Lama z Jean-Claude’em Van Damme’em, gwiazdorem kina akcji, obsadzonym w roli głównej (tytułowej). Wyprodukowany przez wytwórnie Millennium Films, Artisan Entertainment, 777 Films Corporation i Replicant Pictures.
Światowa premiera filmu miała miejsce 11 maja 2001 roku. W Polsce premiera filmu odbyła się 4 marca 2002 roku na rynku DVD.

## Fabuła
W Seattle grasuje seryjny morderca kobiet. Nieuchwytny zabójca, Edward Garrotte (Jean-Claude Van Damme), zwany „Pochodnią”, od trzech lat wymyka się policji. Wybiera ofiary spośród samotnych matek. Przerażony bezkarnością zabójcy, detektyw Jake Riley (Michael Rooker) rezygnuje z pracy w policji i wstępuje do agencji specjalnej. Członkowie opracowują ściśle tajną akcję mającą na celu eliminację mordercy, a ich zadaniem jest stworzenie replikantów morderców na podstawie znalezionego DNA, którzy mogliby doprowadzić do ujęcia „oryginałów” przez FBI. Szefowie przydzielają partnera sklonowanego przez DNA Garrotta, Replikanta. Stan Reisman (Ian Robison) proponuje Rileyowi pomoc w schwytaniu „Pochodni”, który ma kontakt z telepatycznym „oryginałem” i jest w stanie zaprowadzić go na miejsce zbrodni lub przewidzieć ruchy mordercy. Rozpoczyna się wyścig z czasem, a Jake musi zaufać człowiekowi, na którego polował i stawić czoła szaleńcowi, którego nie potrafi powstrzymać.

## Obsada
- Jean-Claude Van Damme jako Replikant / Edward „Pochodnia” Garrotte
- Michael Rooker jako detektyw Jake Riley
- Catherine Dent jako Anne
- Brandon James Olson jako Danny
- Pam Hyatt jako pani Riley
- Ian Robison jako Stan Reisman
- Allan Gray jako Roarke
- James Hutson jako dozorca
- Jayme Knox jako Wendy Wyckham
- Paul McGillion jako kapitan
- Chris Kelly jako Chris
- Peter Flemming jako Paul
- Margaret Ryan jako Gwendolyn

i inni

## Nagrody i wyróżnienia
- 2001: dwie nominacje do nagrody Video Premiere podczas DVD Exclusive Awards.